# Крістіна Сальві
Крістіна Сальві (італ. Cristina Salvi; нар. 15 травня 1970) — колишня італійська тенісистка.
Найвищу одиночну позицію світового рейтингу — 161 місце досягла 16 вересня 1991, парну — 169 місце — 24 серпня 1992 року.
Здобула 5 одиночних та 13 парних титулів.

## Фінали ITF
| турніри $50,000 |
| турніри $25,000 |
| турніри $10,000 |

### Одиночний розряд: 11 (5–6)
| Результат | Ранг | Дата            | Турнір                   | Покриття | Суперниця            | Рахунок       |
| --------- | ---- | --------------- | ------------------------ | -------- | -------------------- | ------------- |
| Поразка   | 1.   | 30 липня 1990   | Катанія, Італія          | Ґрунт    | Джолін Ватанабе-Ґілц | 1–6, 3–6      |
| Перемога  | 1.   | 6 серпня 1990   | Ніколозі, Італія         | Тверде   | Кароліна Шнайдер     | 6–7, 6–2, 6–4 |
| Поразка   | 2.   | 11 лютого 1991  | Лісабон 1, Португалія    | Ґрунт    | Крістель Фоше        | 5–7, 1–6      |
| Поразка   | 3.   | 18 лютого 1991  | Лісабон 2, Португалія    | Ґрунт    | Софі Альбінус        | 4–6, 6–7(5)   |
| Поразка   | 4.   | 19 серпня 1991  | Сполето, Італія          | Ґрунт    | Федеріка Бонсіньйорі | 4–6, 3–6      |
| Перемога  | 2.   | 25 травня 1992  | Путіньяно, Італія        | Тверде   | Халатян Аїда         | 6–1, 6–2      |
| Поразка   | 5.   | 24 липня 1995   | Орбетелло, Італія        | Ґрунт    | Ольга Гостакова      | 4–6, 5–7      |
| Поразка   | 6.   | 14 серпня 1995  | Ніколозі, Італія         | Тверде   | Керстін Марент       | 6–1, 1–6, 3–6 |
| Перемога  | 3.   | 21 серпня 1995  | Катанія, Італія          | Ґрунт    | Андрея Ехрітт-Ванк   | 6–3, 6–3      |
| Перемога  | 4.   | 10 вересня 1995 | Сполето, Італія          | Ґрунт    | Любомира Бачева      | 7–6(3), 6–3   |
| Перемога  | 5.   | 25 березня 1996 | Кан (Кальвадос), Франція | Ґрунт    | Сеголен Бергер       | 1–6, 6–3, 6–4 |

### Парний розряд: 21 (13–8)
| Результат | Ранг | Дата            | Турнір                | Покриття | Партнерка           | Суперниці                                    | Рахунок       |
| --------- | ---- | --------------- | --------------------- | -------- | ------------------- | -------------------------------------------- | ------------- |
| Перемога  | 1.   | 11 липня 1988   | Сецце, Італія         | Ґрунт    | Алессія Везувіо     | Евеліне Дюлленс Евеліне Гамерс               | 6–3, 6–3      |
| Перемога  | 2.   | 31 липня 1989   | Пістіччі, Італія      | Тверде   | Алессія Везувіо     | Кароліна Шнайдер Мареке Плохер               | 6–4, 6–3      |
| Перемога  | 3.   | 7 серпня 1989   | Ериче, Італія         | Ґрунт    | Алессія Везувіо     | Глорія Піццікіні Луціє Коржинкова            | 3–6, 6–2, 6–3 |
| Перемога  | 4.   | 21 серпня 1989  | Ніколозі, Італія      | Тверде   | Алессія Везувіо     | Федеріка Юґонне Сусана Лабрадор              | 6–7, 7–5, 6–4 |
| Перемога  | 5.   | 25 вересня 1989 | Кальтаджіроне, Італія | Ґрунт    | Алессія Везувіо     | Наталі Балле Джованна Каротенуто             | 7–5, 6–1      |
| Поразка   | 1.   | 16 липня 1990   | Сецце, Італія         | Ґрунт    | Алессія Везувіо     | Антонелла Канапі Клаудія Піччіні             | 2–6, 3–6      |
| Поразка   | 2.   | 30 липня 1990   | Катанія, Італія       | Ґрунт    | Елена Савольді      | Антонелла Канапі Клаудія Піччіні             | 3–6, 3–6      |
| Поразка   | 3.   | 6 серпня 1990   | Ніколозі, Італія      | Тверде   | Кароліна Шнайдер    | Джастін Годдер Зузі Лорманн                  | 6–3, 3–6, 3–6 |
| Поразка   | 4.   | 20 серпня 1990  | Сполето, Італія       | Ґрунт    | Джастін Годдер      | Антонелла Канапі Клаудія Піччіні             | 3–6, 6–4, 4–6 |
| Перемога  | 6.   | 10 вересня 1990 | Альяна, Італія        | Ґрунт    | Джованна Каротенуто | Катаріна Бернстейн Анніка Нарбе              | 7–5, 3–6, 7–6 |
| Поразка   | 5.   | 1 липня 1991    | Палермо, Італія       | Ґрунт    | Клаудія Піччіні     | Ханет Соуто Роса Б'єльса                     | 3–6, 2–6      |
| Перемога  | 7.   | 1 червня 1992   | Бриндізі, Італія      | Ґрунт    | Наталі Бодон        | Івана Янковська Ева Меліхарова               | 4–6, 6–3, 6–2 |
| Перемога  | 8.   | 23 серпня 1993  | Ла-Спеція, Італія     | Ґрунт    | Емануела Брузаті    | Клара Благова Габріелла Боск'єро             | 7–6, 7–5      |
| Перемога  | 9.   | 29 серпня 1994  | Масса, Італія         | Ґрунт    | Емануела Брузаті    | Вероніка Стеле Сінтія Торторелла             | 7–5, 6–3      |
| Поразка   | 6.   | 5 вересня 1994  | Сполето, Італія       | Ґрунт    | Емануела Брузаті    | Флора Перфетті Габріелла Боск'єро            | 3–6, 4–6      |
| Поразка   | 7.   | 14 серпня 1995  | Ніколозі, Італія      | Тверде   | Емануела Брузаті    | Наталі Фровлі Дженні Енн Фетч                | 4–6, 3–6      |
| Перемога  | 10.  | 4 вересня 1995  | Сполето, Італія       | Ґрунт    | Елена Савольді      | Карен Нуджент Енджи Каннінгем                | 1–6, 7–6, 6–2 |
| Поразка   | 8.   | 24 червня 1996  | Орбетелло, Італія     | Ґрунт    | Андрея Ехрітт-Ванк  | Хотта Томое Ямаґісі Йоріко                   | 6–3, 5–7, 2–6 |
| Перемога  | 11.  | 3 лютого 1997   | Майорка 1, Іспанія    | Ґрунт    | Андрея Ехрітт-Ванк  | Аліче Канепа Сара Вентура                    | 6–3, 3–6, 6–2 |
| Перемога  | 12.  | 10 лютого 1997  | Майорка 2, Іспанія    | Ґрунт    | Андрея Ехрітт-Ванк  | Вівіана Мрацнова Мартіна Ондрейкова          | 6–2, 6–1      |
| Перемога  | 13.  | 9 червня 1997   | Camucia, Італія       | Тверде   | Андрея Ехрітт-Ванк  | Антонелла Серра-Дзанетті Марія-Паола Завальї | 6–4, 6–1      |